# جسر الزرقاء
جسر الزرقاء هي قرية فلسطينية تقع في لواء حيفا بفلسطين، جميع أهلها من المسلمون تطل على البحر الأبيض المتوسط مما تجعلها قرية بموقعها الخلاب. كما وبلغت نسبة المشاركة في التصويت بانتخابات المجلس المحلي في عام 2018 حوالي 84.7%.

## التسمية
تتميز جسر الزرقاء بموقعها الجميل الخلاب وطبيعتها الرائعة، إضافةً إلى موقعها على شاطئ البحر فأنه يمر منها وادي التماسيح الذي سماه العرب «وادي الزرقاء» سابقاً. حيث كان من شدة نظافته ونقائه وصفاء مائه يعكس لون السماء فترى الجسر الأثري الخلاب والذي بُنِيَ على النهر فهو يقع شمالي القرية، ومن هنا جاء اسم القرية جسر الزرقاء، الجسر اليوم هو تحت نفوذ وسيطرة كيبوتس «معجان ميخائيل» إذ يفصل بين الكيبوتس وبين القرية شمالاً.

## معلومات احصائية عن السكان 2020-2021[6]
- نسبة السكان العرب: 99.9%
- نسبة السكان المسلمين: 100%
- عدد الذكور: 7,646 ذكر
- عدد النساء: 7,670 أنثى

## معلومات احصائية عن التعليم 2020-2021[6]
- عدد المدارس: 8 مدارس
- عدد الطلاب: 3,556 طالب\ة
- متوسط عدد الطلاب في الصف: 27 طالب
- نسبة الطلاب الحاصلين على شهادة البجروب بين صفوف الثاني عشر: 52.5%

## التاريخ
تأسست قرية جسر الزرقاء رسمياً عام 1922م، مع أن هناك معالم كثيرة تدل على وجود هذه القرية قبل هذه السنة ولكن تعدد الروايات تجعل المصادر غير موثوق بها. ومن الصعب الاستناد عليها. يعود ورود السكان إلى جسر الزرقاء إلى عدة أسباب رئيسية:-
1. بدو رحل - حيث تنقلوا من مكان لمكان.
2. ثأر، التنقل هرباً وخوفاً من الانتقام.
3. نزوح نكبة عام 1948.

## السكان والعائلات
سكان جسر الزرقاء ينتمون إلى أكثر من 20 عائلة، أكبرها وأقدمها عائلتي عماش 
وجربان 40% عائلة عماش 30% عائلة جربان ويشكلا معاً نسبة حوالي 70% من 
مجموع عدد السكان.

### الجذور
عائلة عماش: 
تعود جذور هذه العائلة إلى قرية كفر قدوم في الضفة الغربية، وتروي الروايات ان أربعة أخوة هم:
| - أحمد - عيسى | - تمام - علي عماش |

قدموا منذ حوالي سنة 1900م من كفر قدوم وسكنوا منطقة الكبارة بعد أن تناسبوا مع عائلة جربان 
التي سبقتهم السكن في تلك المنطقة.
عائلة جربان: 
تعود جذور هذه العائلة إلى منطقة جربة الواقعة على حدود الأردن - العراق وكانوا عبارة عن بدو رحل تنقلوا من منطقة إلى منطقة واستقروا في نعيمة الحصن. وقد أطنب أبناء عودة عودة علي من سكان نعيمة الحص على الأمير مشحم من منطقة عرب الحوارث جنوب مدينة الخضيرة بعد مقتل أحد الرعيان في عربهم. عملوا الأخوة (علي، يوسف، عبد، حسن عودة) بمزارع الأمير لفترة معينة، انتقلوا بعدها إلى منطقة الكبارة وعملوا هناك في مزارع الحاج ياسين الماضي، وكونت عائلة جربان وعماش معاً 86 عائلة (زوج وزوجة) حتى سنة 1915.
عائلات أخرى:
1. عائلة شهاب: وقدمت هذه العائلة من جبل حوران في سوريا في حوالي سنة 1930م.
2. عائلة نجار: وقد قدمت من العريش المصري في زمن إبراهيم باشا.
3. ذوي البشرة السوداء: هم عائلات كانوا يعملون مع إبراهيم باشا، وقد سكنوا منطقة الكبارة ونزح الكثير منهم إلى منطقة الأردن عام 1948.

أما باقي العائلات الصغيرة فقد سكنت جسر الزرقاء بعد زواج الكثير من الشابات مع شباب مسلمين من القرى المجاورة وفيما بعد سكنوا قرية جسر الزرقاء.
في عام 1924م قامت شركة بيكا (في زمن البارون روتشلد) بالاستيلاء على منطقة الكبارة وطردتهم، فسكنوا واستقروا في منطقة جسر الزرقاء اليوم.
استلمت كل عائلة (زوج وزوجة) 32 دونم، منها 26 دونم شمال النهر و16 دونم جنوب النهر (نهر الزرقاء) وما يسمى وادي التماسيح، في عصر إبراهيم باشا عملت سبعة طواحين وكانت أشهرها طحونة الزمار وغظيات، أشتهرت هذه المنطقة بمنطقة مستنقعات ومغطاه بأشجار الطرفة والقصيب والجريح والسمار.
أشتهر سكان قرية جسر الزرقاء باسم «الغوارنة» نسبةً إلى القبيلة البدوية التي انتقلت من غور الأردن أو غور الحولة الذي سكنوه قبل مجيئهم إلى هنا هاربة من الجفاف الذي أصاب أرضها في القرن التاسع عشر.

## الموقع

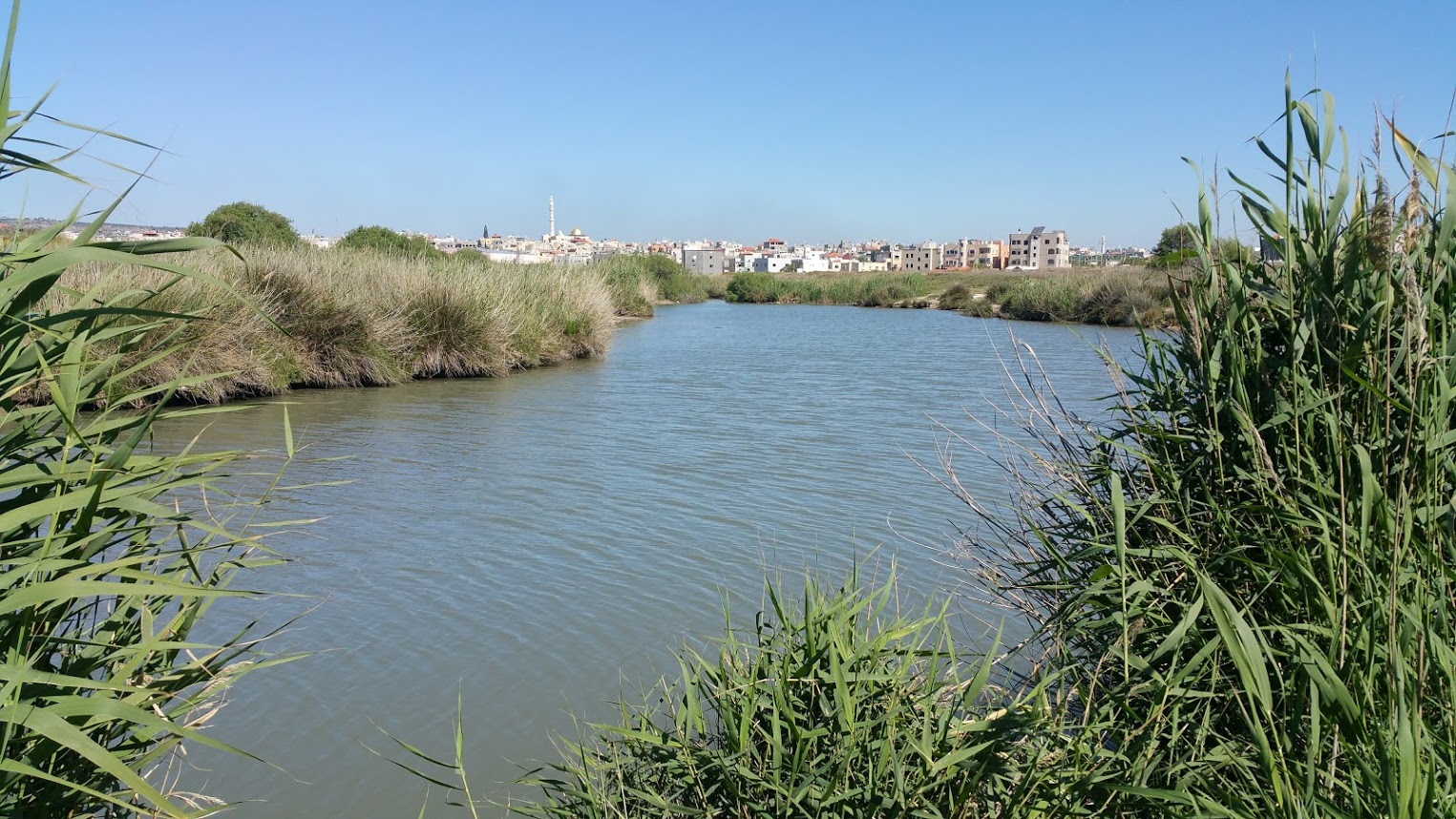
وادي التماسيح وخلفه قرية جسر الزرقاء

تقع قرية جسر الزرقاء بموقعها الطبيعي الجميل في منطقة ما يسمى «شارون الشمالي» بمحاذاة شاطئ البحر الأبيض المتوسط. تبعد 40 كم عن حيفا وحوالي 50 كم عن تل أبيب، في جنوب غرب قرية الفريديس بنحو ثلاثة عشر كيلومتر. ويحدها من الشمال كيبوتس «معجان ميخائيل» ووادي التماسيح ومن الجنوب قيسارية وإلى الشرق منها يمر الطريق السريع تل أبيب حيفا وإلى الشرق يمر الشارع القديم بين حيفا وتل أبيب أيضاً أما من الغرب فيحدها البحر المتوسط.
يمكن الدخول إلى القرية من الشارع القديم حيفا-تل أبيب ثم من أسفل الطريق السريع عن طريق نفق ضيق أو عن طريق مدخل اخر للقرية من الجهة الشمالية للقرية عن طريق جسر علوي فوق الشارع السريع.

## المعاناة

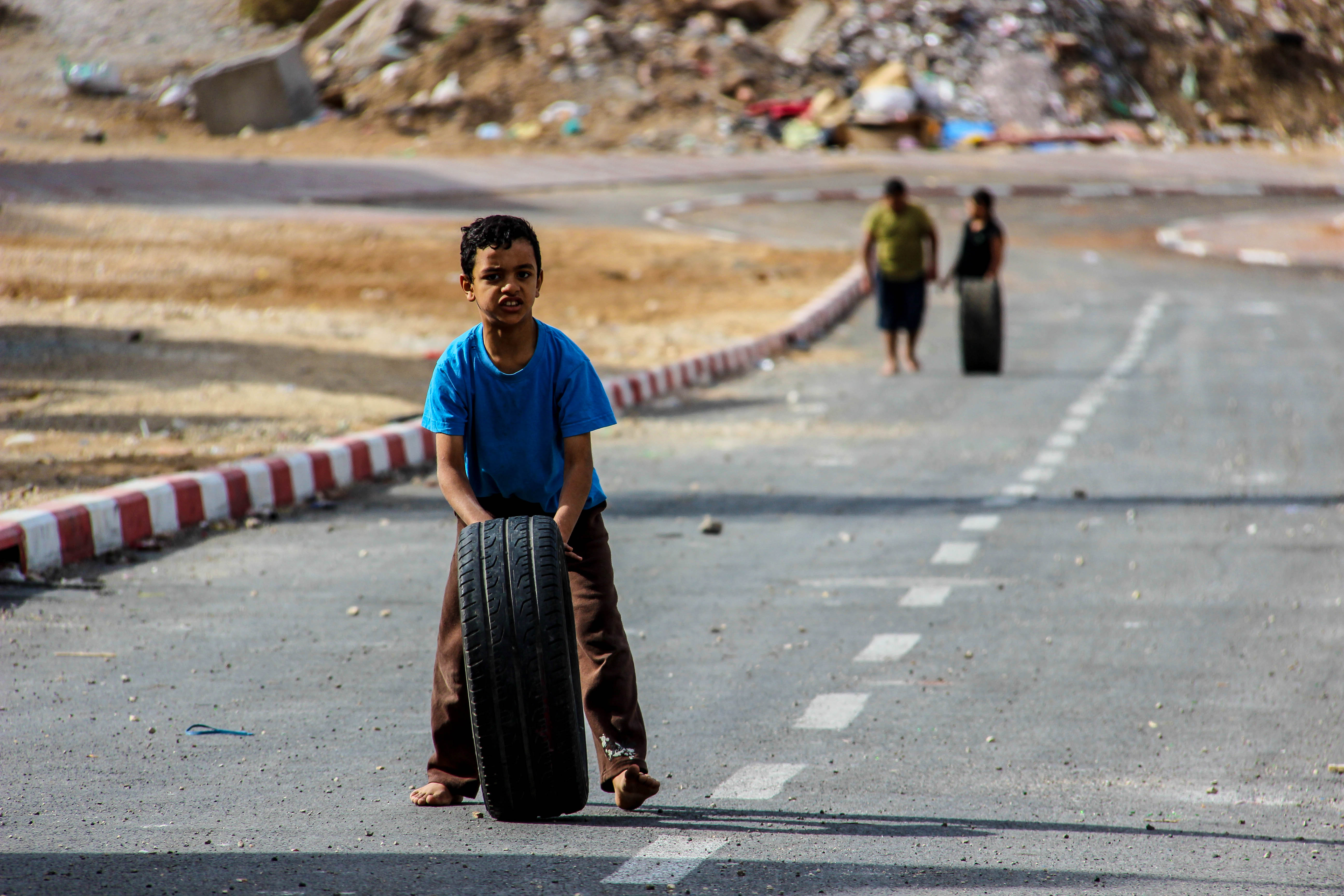
الطُّفولة في قريةِ جسر الزرقاء.

يُذكر أن المياه وصلت القرية سنة 1962م بواسطة سكان القرية لعدم وجود مجلس آنذاك، فقبل ذلك كان السكان يستعملون مياه نهر الزرقاء (وادي التماسيح)، الينابيع والآبار. أما الكهرباء وصلت فقط عام 1970م.
الأراضي الواقعة شرقي القرية المقابلة للشارع السريع والمعروفه لأهالي القرية (أراضي الزور). والأراضي الموجودة في «كيبوتس معجان ميخائيل» كانت تابعة لسكان القرية وما زالت بعض الآثار والقبور موجودة حتى اليوم وأشهرها: 
- المقبرة الإسلامية

التي تحوي على آلاف القبور والأضرحة لموتى المسلمين من سكان القرية والمعروفة باسم مقبرة «الشيخ سالم». إلا أن جميع هذه الأراضي صودرت في سنوات الستين والسبعين.
أما الأراضي في غربي القرية بمحاذاة وادي التماسيح (نهرالزرقاء) ومنطقة الشاطئ فهي تحت نفوذ المجلس الإقليمي (حوف هكرمل) الذي يمنع البناء عليها أو حتى تطويرها.
من يقوم بزيارة جسر الزرقاء وشاطئها الساحر ويتعرف على القرية الساحلية عن قرب يكتشف أنها أشبه إلى حد كبير بمخيم لللاجئين لا أكثر. تعاني الإهمال في البنى التحتية على كل المستويات، وحتى الطريق إليها معقدة بسبب طريق الساحل السريع (حيفا - تل أبيب) والسكان يعيشون بما يشبه السجن محرومون من البناء والتوسع وشاطئها يفتقد التطور والرعاية والاهتمام الفعلي من قبل جميع السلطات الحكومية.

### معادلة المعاناة
«جسر الزرقاء أفقر بلدة في هذه البلاد بجوار» قيسارية«أغنى بلدة في هذه البلاد‼».
سكان جسر الزرقاء يعانون من وضع اقتصادي واجتماعي صعب للغاية.. 
تعاني البلدة من مسطح بناء ضيق للغاية، لا مجالات تطويرية، ولا بنى تحتية ملائمة، فقر وبطالة. تقع هذه القرية إلى جانب مدينة قيسارية التي سكنها قبل النكبة ما يقارب ألف فلسطيني، هجّرتهم عصابات «الهاغاناه». اليوم لا يسكنها سوى أغنياء اليهود. باتت قيسارية متاعاً للأغنياء، أصحاب السفن الخاصة ولاعبي «الغولف». الشق السكني فيها تملأه العمارات الحديثة. لكل بيت حديقة ومدخل خاص وسيارة فخمة. في نهاية عام 2002،

#### الجدار الفاصل
استيقظ أهالي جسر الزرقاء على واقع جديد قيسارية تبني جداراً ترابياً يفصلهم عن جسر الزرقاء. وأقامت السور وموّلته شركة تطوير قيسارية، من دون ترخيص قانوني ومن دون التنسيق مع مجلس جسر الزرقاء المحلي ومن دون علم سكان القرية.
يمتد الجدار على طول 1.5 كيلومتر، وارتفاعه خمسة أمتار. أهالي قيسارية عمدوا إلى إكساب الجدار 
منظراً طبيعياً، إذ زرعوا الورود والأشجار في تربته. الشركة التي بادرت إلى بناء الجدار إدعت بأنّهَ «مانع للصوت»، علماً بأنَّ منع الصوت لا يمكن من خلال أسوار ترابية. السكان قالوا إنهم ينزعجون من صوت 
الموسيقى والمؤذن والحفلات والألعاب النارية، كذلك إدّعوا أن الأحياء الشمالية من قيسارية المجاورة للقرية العربية جسر الزرقاء «إنخفضت قيمتها» في هذه المنطقة.
- بحسب تقرير «المؤسسة العربية لحقوق الإنسان»:

فإن الجدار الترابي يمنع إمكان شق شارع التفافي للقرية، مثلما هو مخطط له من قبل. كذلك فإنه يمس بشكل قاسٍ بالمحيط الخلاب، إذ يسد منظر البحر والطبيعة ويؤدي إلى الاكتئاب والإحباط لدى السكان خاصةً في الحي الجنوبي في القرية.
وإذا نظرنا إلى الجهة الشرقية من القرية، نجد أن الطريق الساحلي السريع (حيفا - تل أبيب)، الذي حصد أرواح الكثير من شباب وأطفال القرية، يحد القرية من الشرق، ومن الشمال يحدها المحمية الطبيعية والتي يمنع البناء والتوسع بها، ومن الشمال الغربي «كيبوتس ميعجان ميخائيل»، ومن الجنوب الجدار الفاصل. 
ومن الغرب في طبيعة الحال البحر.

## قرية الصيادين
ى شاطئ البحر ترى أكواخ صغيرة مصنوعة من الخشب والصفيح وغيرها من مواد بدائية. يستخدمها الصيادون كمخازن لالياتهم ومعداتهم الذي يستعملونها للصيد. وتجد كذالك قوارب ملونة ومراكب صغيرة يستخدموها الصيادون في عملهم.
فقد كان فرع صيد الأسماك مزدهراً قديماً وكان يشكل مصدر رزق لأكثر من نصف سكان القرية قبل نحو عشرين عامًا إلا أن هذه المنطقة لم تتطور حيث ظل الميناء صغيراً يفتقد أبسط الحقوق ليكون فعلاً ميناء للصيد. وتوجه الكثير من السكان للبحث عن مصادر رزق أخرى في المدن والقرى اليهودية المجاورة. أما اليوم فتعتمد حوالي 30 عائلة وبيت من القرية في معيشتها على صيد الأسماك ويملكون حوالي 20 قارباً للصيد. منها قوارب غير صالحة للاستعمال وقد ظلت متروكة مدمرة على الشاطئ لتذكر بعهد وردي مضى. لقد تأسست قرية الصيادين منذ تأسيس القرية عام 1922م، وكانت قوارب الصيادين آنذاك بدائية بسيطة تعمل بالمجاديف وكانوا يطلقون عليها اسم «السنابك».
يٌذكر أنه على الرغم من التغيرات والتطورات التي حدثت إلا أن هذا الحال ما زال مستمراً فأبناء الصيادين الأوائل وأحفادهم الذين عاشوا معظم حياتهم في البحر ولا يستطيعون مفارقته رغم أخطاره وقلة المرابح وظروفهم الصعبة استمروا في العمل بالصيد وثابروا من أجل بقاء المهنة ليبقى هذا المكان رمزاً ومعلماً من معالم التراث.

## الحالة الاجتماعية، الإقتصادية والثقافية
تبلغ نسبة التكاثر الطبيعي في القرية حوالي 2,5% سنوياً، وتعتاش الأغلبية الساحقة من السكان على العمل في المناطق الصناعية في المدن القريبة منها بأجر يومي ويعتمد قسم آخر من السكان على العمل في الحرف والمهن الحرة. يضطر بعض سكان القرية إلى مغادرتها والسكن في القرى العربية القريبة منها وذلك بسبب قلة الأراضي المخصصة للبناء وعدم توفر مشاريع سكنية فيها ولهذا نرى مركز القرية مزدحم بالبنايات وتقل فيه المناطق الخضراء والحدائق العامة. تُعتبر نسبة الأكاديميين مي مختلف الاختصاصات العلمية والأدبية من النسب المتدنية في البلاد، إذ تعاني المدارس الإهمال من قبل السلطات المحلية والحكومية.
هذا مع وجود طلاب متفوقين وأصحاب مواهب مختلفة يفتقدون من يرعاهم ويحافظ عليهم ويطور قدرتهم وكلهم يعتمدون على الاكتفاء الذاتي. وهناك الكثير ممن أنهى تعليمه الأكاديمي وترك القرية وسافر خارج البلاد لعدم توفر ما يعينهم على البقاء في القرية.
حسب معطيات دائرة الإحصاء المركزية فإن القرية تقع في الدرجات السفلى من السلم السوسيولوجي الاقتصادي.
عانت القرية خلال فترات زمنية طويلة جدا وما زالت تعاني حتى اليوم من مستوى تطويري منخفض فقد تم تجاهل احتياجات القرية من الناحية التطورية والاقتصادية والثقافية والاجتماعية.

## وصلات خارجية
- موقع فلسطين في الذاكرة - قرية جسر الزرقة.